# Laura Fazliu
Laura Fazliu (* 28. September 2000 in Mitrovica, BR Jugoslawien) ist eine kosovarische Judoka. Sie war Europameisterschaftszweite 2022, Europameisterschaftsdritte 2023 und Weltmeisterschaftsdritte 2024.

## Sportliche Karriere
Laura Fazliu kämpft in der Gewichtsklasse bis 63 Kilogramm, dem Halbmittelgewicht. 2017 wurde sie Dritte der Kadetten-Europameisterschaften. 2018 bei den Mittelmeerspielen in Tarragona belegte sie den fünften Platz. 2019 wurde sie Dritte der Junioreneuropameisterschaften und der Juniorenweltmeisterschaften. Im November 2020 erkämpfte sie die Silbermedaille bei den Junioreneuropameisterschaften und die Bronzemedaille bei den U23-Europameisterschaften.
2022 bei den Europameisterschaften in Sofia erreichte Fazliu mit einem Sieg über die Spanierin Cristina Cabaña das Finale und unterlag dann der Britin Gemma Howell. Zwei Monate später trafen Fazliu und Cabaña im Finale der Mittelmeerspiele in Oran erneut aufeinander und Fazliu gewann den Titel. Im Oktober 2022 siegte Fazliu bei den U23-Europameisterschaften. 
2023 belegte Fazliu den siebten Platz bei den Weltmeisterschaften in Doha. Im November 2023 bei den Europameisterschaften in Montpellier unterlag Fazliu im Halbfinale der Slowenin Andreja Leški, mit einem Sieg über die Portugiesin Barbara Timo erreichte Fazliu eine Bronzemedaille. Im Mai 2024 bei den Weltmeisterschaften in Abu Dhabi verlor Fazliu im Viertelfinale gegen Andreja Leški. Mit Siegen über die Australierin Katharina Haecker und die Kanadierin Catherine Beauchemin-Pinard erkämpfte Fazliu eine Bronzemedaille. Bei den Olympischen Spielen 2024 in Paris gewann sie die Bronzemedaille.